# Saská Kamenice
Saská Kamenice (německy Chemnitz, výslovnost IPA: [ˈkɛmnɪt͡s],  poslech; 1953–1990 německy Karl-Marx-Stadt, hornolužickosrbsky Kamjenica) je třetím největším městem německé spolkové země Sasko. Saská Kamenice je nezávislým městem nepříslušným k žádnému okresu. Leží na severním úpatí Krušných hor a má přibližně 251 tisíc obyvatel.

## Etymologie
Město Kamenice je pojmenováno podle řeky Kamenice (přítok Cvikovské Muldy), která jím protéká. Původnější je slovanský (lužickosrbský) název znamenající kamenný potok. Od 10. května 1953 do 31. května 1990 se město jmenovalo Karl-Marx-Stadt podle Karla Marxe.

## Historie
Na místě dnešního města se nacházelo slovanské sídliště Kamienica. První zmínky o užití názvu Saská Kamenice pocházejí z roku 1143, kdy zde byl postaven benediktinský klášter, kolem kterého se celé sídlo začalo rychle rozrůstat. Asi v roce 1170 se Fridrich I. Barbarossa zaručil, aby byla městu udělena práva svobodného říšského města. V roce 1307 se město stalo součástí Míšeňského markrabství, předchůdce dnešního Saska. V dobách středověku byla Saská Kamenice centrem textilní výroby a obchodu. Více než třetina obyvatel pracovala v oděvnictví. Začátkem 19. století se město stalo významným průmyslovým centrem, mnohdy nazývaným
saský Manchester, pro své silně průmyslové zaměření. V roce 1913 dosáhla populace Saské Kamenice 320 000, což bylo na tehdejší dobu velmi ojedinělé, větších měst bylo jen několik.

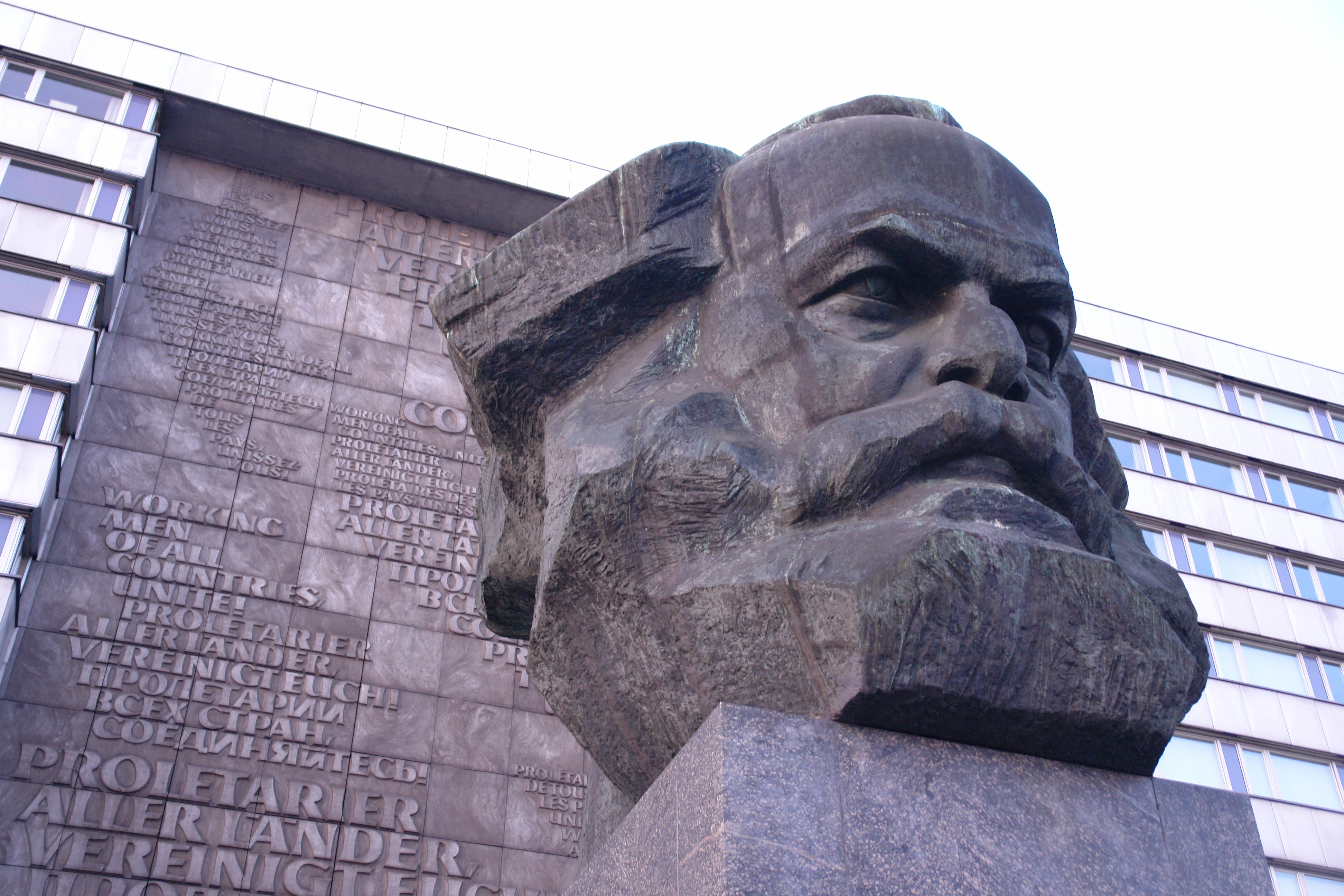
Pomník Karla Marxe v Saské Kamenici

Během druhé světové války byla Saská Kamenice centrem vojenské výroby a ve zdejší firmě Astra-Werke AG pracovalo také 500 vězeňkyň z koncentračního tábora Flossenbürg. Vzhledem ke zde situované průmyslové výrobě bylo město během února a března 1945 mnohokrát bombardováno Spojenci. Následkem těchto náletů byla velká část města poničena, což se během následné poválečné rekonstrukce podepsalo na vzhledu výstavbou panelových sídlišť. Mnoho poničených památek bylo opraveno za doby NDR, některé však až po znovusjednocení Německa
Následkem druhé světové války a následných demolicí některých budov poválečným režimem vzniklo ve městě mnoho nezastavěných volných ploch, které se po sjednocení Německa jevily jako lukrativní místo pro vznik nové zástavby. Některé části města se záhy proměnily ve staveniště, srovnatelné snad jen s výstavbou v 90. letech na Postupimském náměstí v Berlíně. Byly postaveny nové budovy, jako jsou např. nákupní centrum Kaufhof, nebo galerie ve věži Roter Turm.
Dle zprávy BBC z roku 2006 má Saská Kamenice nejnižší porodnost na světě.

## Památky
- Čtvrť Kaßberg v historickém centru města, je jednou z největších secesních čtvrtí v Německu.
- Historická budova staré radnice s historickým portálem z 15. století.
- Zámek na místě dřívějšího benediktinského kláštera.
- Roter Turm, věž z přelomu 12. a 13. století, jež byla součástí městských hradeb.
- Technische Universität, technická univerzita, studuje zde přes 10 000 studentů.
- Památník Karla Marxe, busta Karla Marxe od Lva Kerbela.
- Kulturkaufhaus Tietz, nová nákupní galerie v centru města.
- Průmyslové muzeum, které je na seznamu památek mezinárodního sdružení Evropská cesta průmyslového dědictví.
- Museum Gunzenhauser, muzeum a galerie moderního umění, jedno z nejvýznamnějších v Německu. Bylo otevřeno v roce 2007 a obsahuje přes 2 459 děl od 270 autorů. Díla byla nasbírána Alfredem Gunzenhauserem.
- Hrad Rabenstein, nejmenší hrad v Sasku.

## Průmysl
Saská Kamenice je největším městem v metropolitní oblasti Chemnitz-Zwickau, a je jednou z nejvýznamnějších oblastí v bývalém Východním Německu z hlediska hospodářství. Od roku 2000 vykazuje město velmi vysoký růst HDP, a patří tak v Německu mezi deset ekonomicky nejrychleji rostoucích měst. Základními zdroji příjmů města jsou služby a průmyslová výroba, jako je metalurgie a strojírenství.

## Doprava

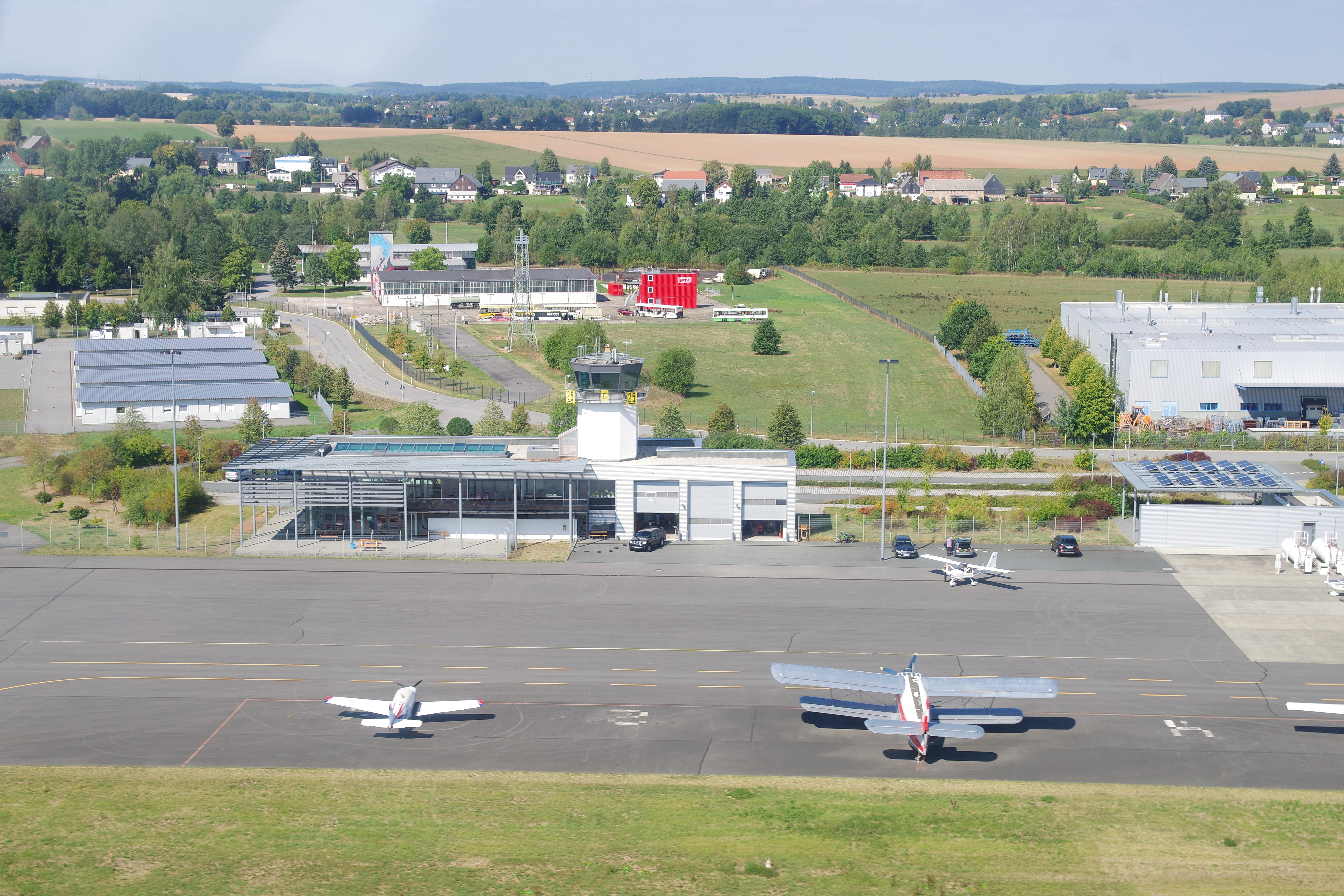
Letiště Chemnitz-Jahnsdorf v roce 2018

Město protínají dvě dálnice, A4 (z Erfurtu do Drážďan) a A72 (z Hofu do Lipska, která je zatím postavena jen z části). Tyto dvě dálnice se křižují na severozápad od města.
Ve městě je provozována tramvajová (28,7 km) a autobusová (326,08 km) městská doprava a je zde také systém příměstských železnic (16,3 km). Tuto dopravu provozuje akciová společnost Chemnitzer Verkehrs. Městská doprava je v provozu i v noci.
Nedaleko jihozápadního okraje města leží letiště Chemnitz-Jahnsdorf, jehož plocha byla rozšířena přelomu 20. a 21. století. Zhruba 30 km severozápadně od Chemnitz se nachází letiště Altenburg-Nobitz, provozované irskou leteckou společností Ryanair.

## Sport
V Saské Kamenici jsou dva významné fotbalové kluby Chemnitzer FC a VfB Fortuna Chemnitz, který byl prvním klubem Michaela Ballacka. Město má také hokejový klub ERC Chemnitz e.V.
Nedaleko Saské Kamenice se nachází motocyklový okruh Sachsenring, na kterém je pořádána každoročně velká cena mistrovství světa motocyklů MotoGP

## Osobnosti
- Georgius Agricola (1494–1555), německý učenec, otec mineralogie
- Max Littmann (1862–1931), architekt
- Karl Schmidt-Rottluff (1884–1976), malíř
- Paul Oswald Ahnert (1897–1989), astronom
- Helmut Schelsky (1912–1984), sociolog a filozof
- Stefan Heym (1913–2001), spisovatel
- Frei Paul Otto (1925–2015), architekt
- Klaus Wunderlich (1931–1997), hudebník
- Valerij Bykovskij (1934-2019), sovětský důstojník a kosmonaut ruské národnosti, čestný občan Saské Kamenice
- Sigmund Jähn (1937-2019), vojenský letec a kosmonaut z tehdejší NDR
- Helga Lindnerová (* 1951), plavkyně, stříbrná medaile na letních olympijských hrách v roce 1968
- Katarina Wittová (* 1965), krasobruslařka
- Ingo Steuer (* 1966), krasobruslař
- Sylke Ottová (* 1969), sáňkařka
- Silke Kleinová (* 1971), překladatelka a tlumočnice, od listopadu 2009 jako první Němka starostka Zpěváckého spolku Hlahol v Praze
- Frank Rost (* 1973), fotbalový brankář Hamburger SV
- Mandy Wötzelová (* 1973), krasobruslařka
- Michael Ballack (* 1976), fotbalista
- Anja Mittagová (* 1985), fotbalistka, mistryně světa 2007

## Partnerská města
- Akron, Spojené státy americké (1997)
- Arras, Francie (1967)
- Düsseldorf, Německo (1988)
- Lodž, Polsko (1972)
- Lublaň, Slovinsko (1966)
- Manchester, Spojené království (1983)
- Mylhúzy, Francie (1981)
- Tampere, Finsko (1961)
- Tchaj-jüan, Čína (1999)
- Timbuktu, Mali (1968)
- Ústí nad Labem, Česko (1970)
- Volgograd, Rusko (1988)

## Galerie

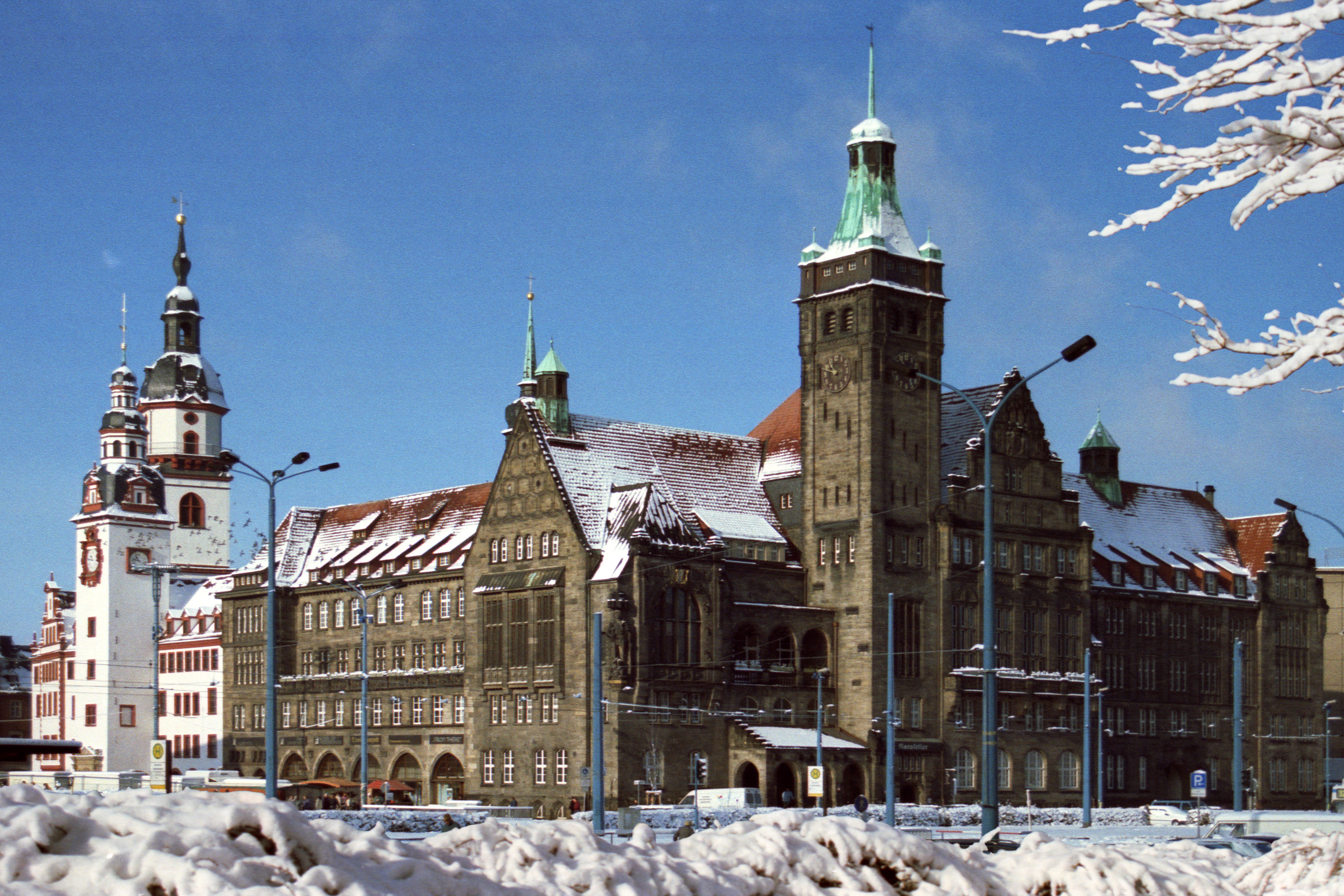
Stará a nová radnice
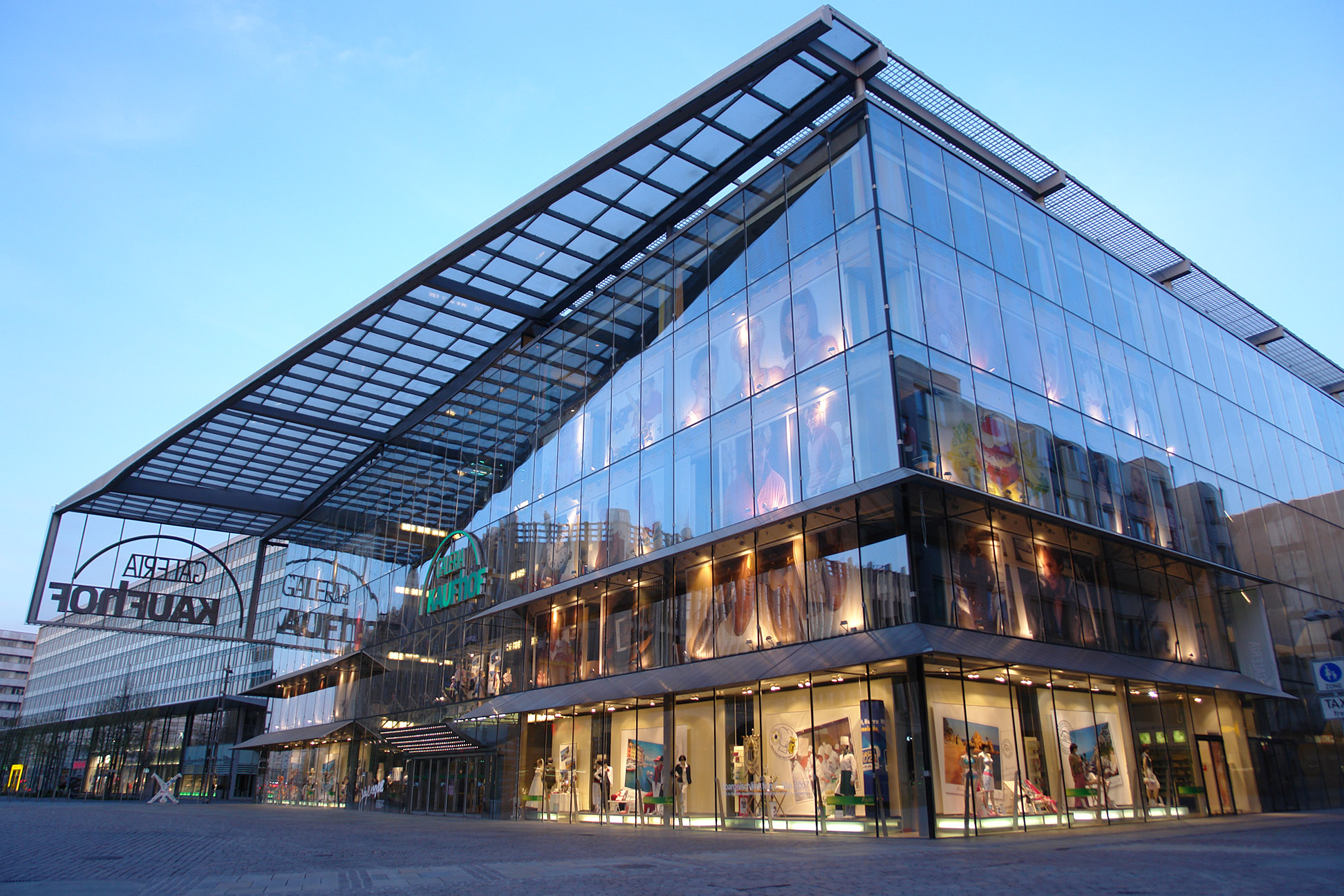
Nákupní galerie Kaufhof
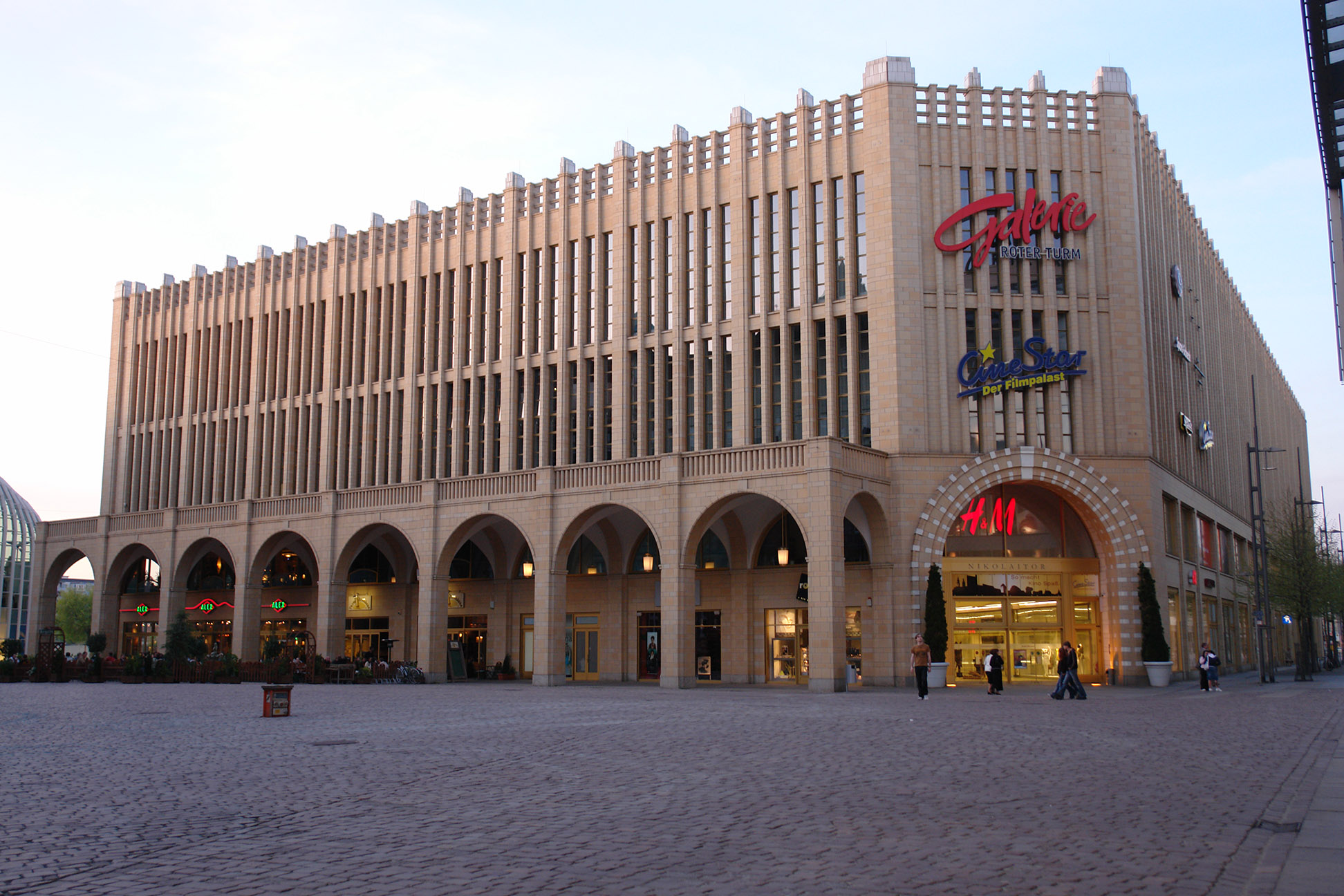
Nákupní galerie Roter Turm
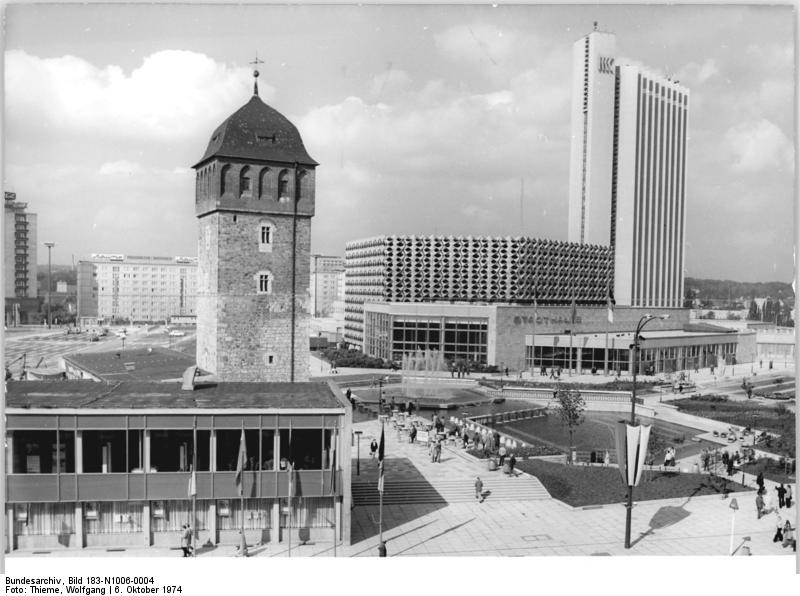
Roter Turm a Hotel Kongress (nyní Mercure) v roce 1974
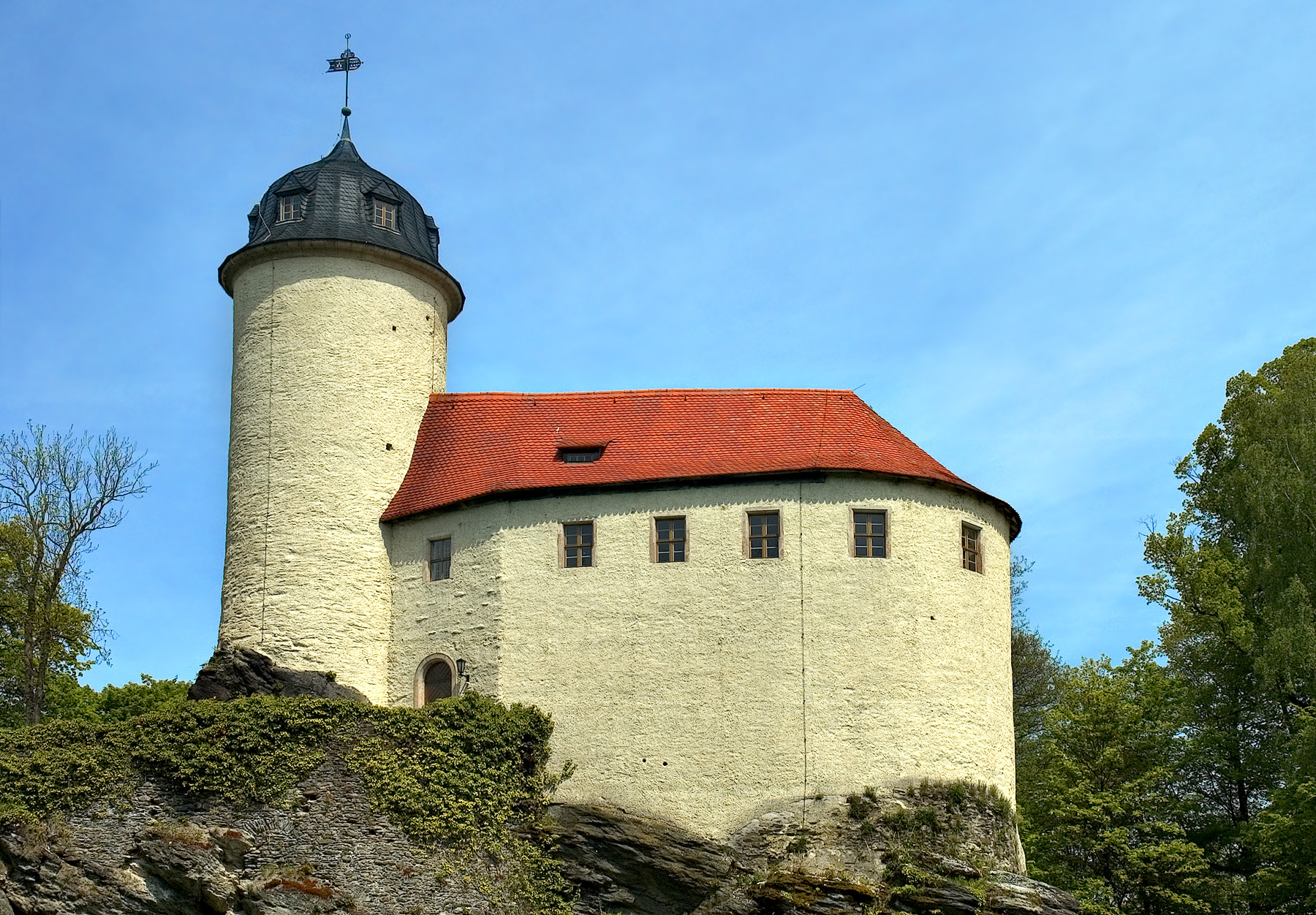
Hrad Rabenstein
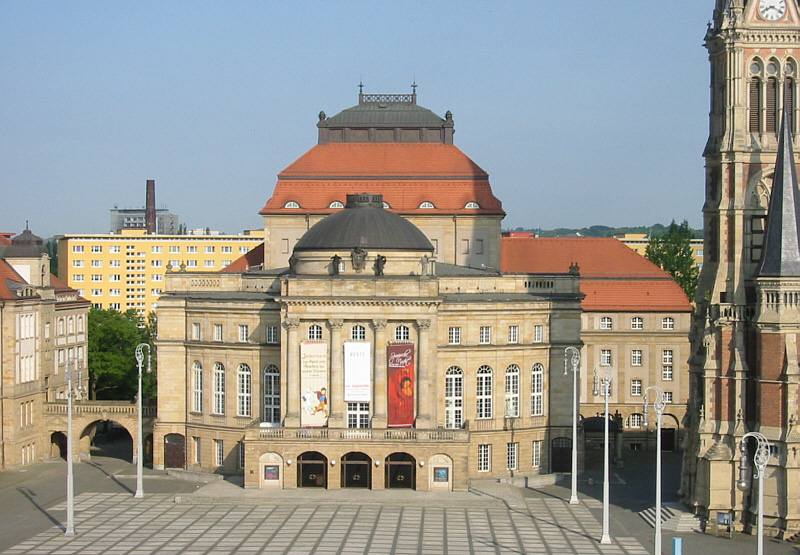
Budova opery Opernhaus
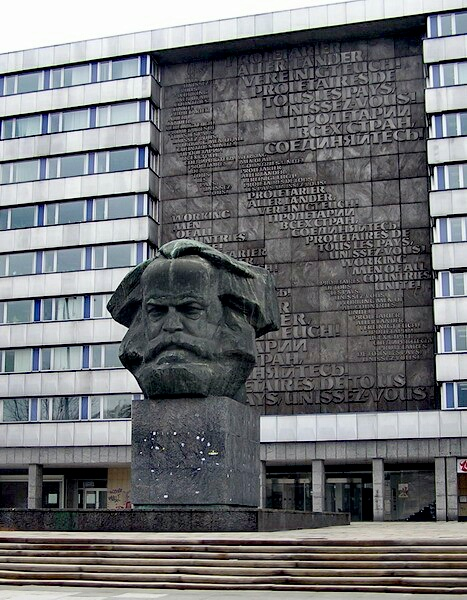
Pomník Karla Marxe